# Ekunha

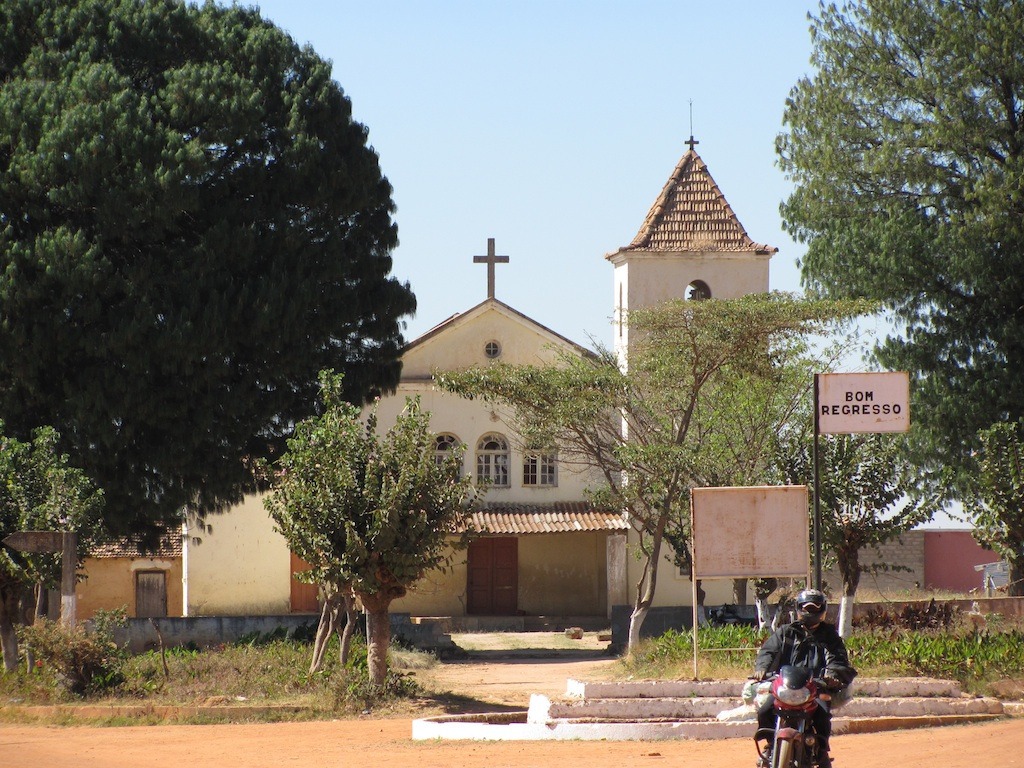
Kościół w Ekunha

Ekunha (dawniej Vila Flor) – miasto-hrabstwo w środkowo-zachodniej Angoli, w prowincji Huambo. 
Według spisu z 2014 roku hrabstwo liczyło 78 848 mieszkańców na powierzchni 1677 km², co dawało gęstość zaludnienia 47,0 mieszk./km².
Ekunha leży w linii prostej ok. 30 km od Huambo i z drugiej strony ponad 40 km od najwyższego szczytu w Angoli – Morro de Môco. 